# Narcís Sayrach i Fatjó dels Xiprers

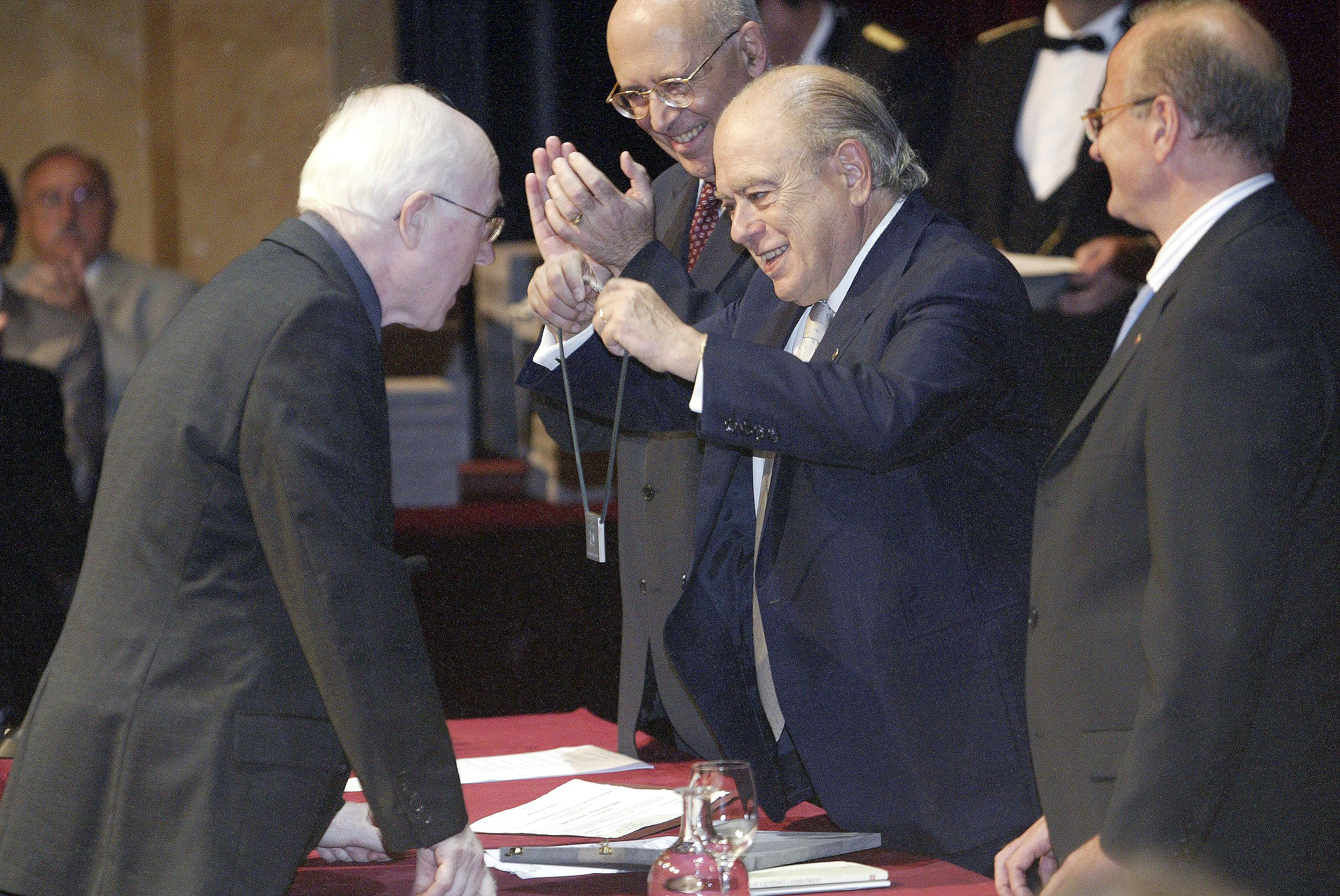

Narcís Sayrach i Fatjó dels Xiprers (Barcelona 1931-2016) fue un historiador, promotor cultural, activista cívico y coleccionista catalán. En 2003 recibió el Premio Creu de Sant Jordi  por su sostenida aportación al encauzamiento de Cataluña desde el punto de vista social, cultural y lingüístico, con especial atención a los sectores más desfavorecidos . Y también, singularmente, por la destacada labor de difusión de la figura de San Jorge a través de diversas publicaciones y de iniciativas como la Associació d'Amics de Sant Jordi, de la que fue presidente. Su fondo personal, formado por material gráfico en torno a la figura de San Jorge, se conserva en la Biblioteca de Catalunya.

## Obras
- El Patró Sant Jordi: història, llegenda, art  (1996)
- Petita història de Sant Jordi amb Pilarín Bayés (1997)
- Quan tot estava per fer (2006)